# Robert Marchal

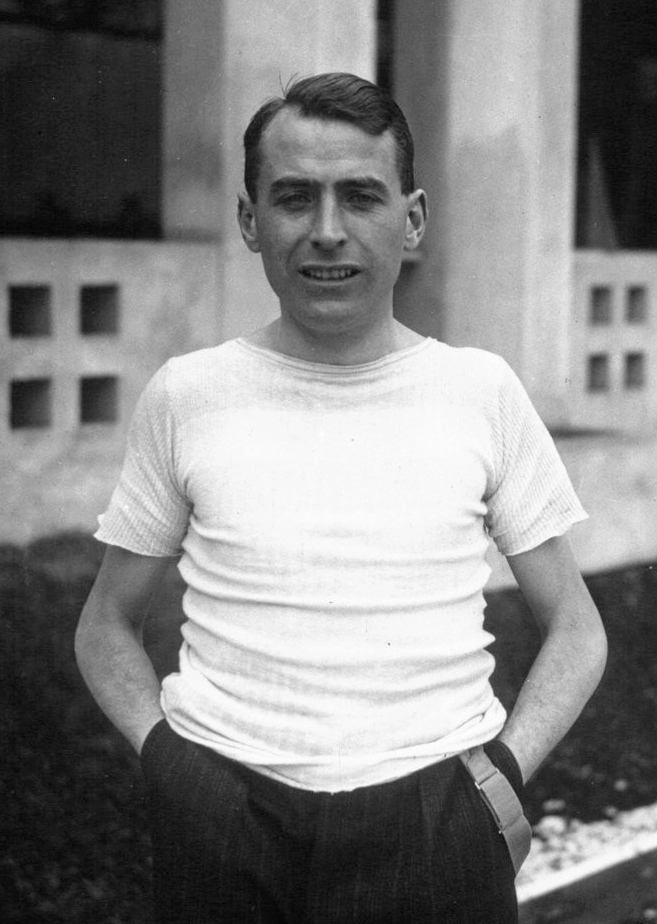
Robert Marchal 1931

Robert Marchal (Robert Henri Marchal; * 10. November 1901 in Tournan-en-Brie; † 15. Juli 1961 ebenda) war ein französischer Langstreckenläufer.
Bei den Olympischen Spielen 1924 in Paris wurde er Neunter über 10.000 m. Im Crosslauf erreichte er nicht das Ziel, wurde jedoch wie der Rest des französischen Teams mit einer Bronzemedaille ausgezeichnet.
1928 wurde er bei den Olympischen Spielen in Amsterdam Elfter über 10.000 m.
1925 wurde er nationaler Meister über 10.000 m und 1929 über 5000 m. Jeweils Vizemeister wurde er 1925 und 1926 im Crosslauf und 1920 über 10.000 m.

## Persönliche Bestzeiten
- 5000 m: 15:06,8 min, 20. Juni 1926, Colombes
- 10.000 m: 31:59,4 min, 5. Juli 1925, Colombes